# Dichaetomyia flavocuadata
Dichaetomyia flavocuadata är en tvåvingeart som först beskrevs av Malloch 1925.  Dichaetomyia flavocuadata ingår i släktet Dichaetomyia och familjen husflugor. Inga underarter finns listade i Catalogue of Life.